# Campeonato Panamericano Junior Challenge 2025
El Campeonato Panamericano Junior Challenge de 2025 se realizó entre el 8 y el 16 de marzo de 2025 en Bridgetown, Barbados.
Los dos equipos mejor ubicados clasificaron a los Juegos Panamericanos Junior de 2025 a celebrarse del 9 al 20 de agosto de 2025 en Asunción, Paraguay.
Trinidad y Tobago se coronó campeón luego de vencer en la final a Brasil 3-1.

## Primera fase
| Equipo            | PJ | PG | PE | PP | GF | GC | DG  | Pts |
| ----------------- | -- | -- | -- | -- | -- | -- | --- | --- |
| Brasil            | 5  | 5  | 0  | 0  | 22 | 3  | 19  | 15  |
| Trinidad y Tobago | 5  | 3  | 1  | 1  | 12 | 5  | 7   | 10  |
| Venezuela         | 5  | 3  | 0  | 2  | 7  | 7  | 0   | 9   |
| Barbados          | 5  | 1  | 2  | 2  | 8  | 14 | -6  | 5   |
| Guyana            | 5  | 1  | 1  | 3  | 6  | 7  | -1  | 4   |
| Guatemala         | 5  | 0  | 0  | 5  | 3  | 22 | -19 | 0   |

|  | Avanzaron a la final. |  | Jugaron por el 3º puesto. |  | Jugaron por el 5º puesto. |

| 8 de marzo de 2025 | Brasil     | 1:0 | Venezuela |                                     |                                     |
|                    | Varela 55' |     |           | Árbitro(s): Shane Lewis Marisa Miro | Árbitro(s): Shane Lewis Marisa Miro |

| 8 de marzo de 2025 | Guyana          | 2:0 | Guatemala |  |  |
|                    | Lovell 29', 33' |     |           |  |  |

| 9 de marzo de 2025 | Brasil                                                                                             | 9:0 | Guatemala |                                         |                                         |
|                    | Nascimento 3', 52', 55' · Buzatto 23' · H. da Silva 26', 29' · Lunardi 35' · Cruz 38' · Varela 56' |     |           | Árbitro(s): Kevin George Yonnick Peters | Árbitro(s): Kevin George Yonnick Peters |

| 9 de marzo de 2025 | Barbados   | 1:1 | Trinidad y Tobago |  |  |
|                    | Wharton 2' |     | 47' Elias         |  |  |

| 10 de marzo de 2025 | Guyana     | 1:2 | Trinidad y Tobago     |  |  |
|                     | Lovell 36' |     | 49' Wyatt · 59' Elias |  |  |

| 10 de marzo de 2025 | Venezuela | 1:0 | Barbados |  |  |
|                     | López 14' |     |          |  |  |

| 11 de marzo de 2025 | Venezuela  | 1:0 | Guyana |                                        |                                        |
|                     | Oviedo 55' |     |        | Árbitro(s): Kevin George Erika Barbera | Árbitro(s): Kevin George Erika Barbera |

| 12 de marzo de 2025 | Trinidad y Tobago                               | 5:0 | Guatemala |                                            |                                            |
|                     | Wyatt 7', 26', 60' · Adamson 23' · Whiteman 36' |     |           | Árbitro(s): Shane Lewis Alejandra Pasillas | Árbitro(s): Shane Lewis Alejandra Pasillas |

| 12 de marzo de 2025 | Barbados                 | 2:9 | Brasil                                                                          |  |  |
|                     | Wharton 41' · Toppin 58' |     | 7', 50' Varela · 13', 45' Buzatto · 19', 30', 56', 58' Lunardi · 41' Nascimento |  |  |

| 13 de marzo de 2025 | Trinidad y Tobago                       | 4:2 | Venezuela        |  |  |
|                     | Wyatt 26' · Rowe 45', 46' · Edwards 54' |     | 12', 48' Salazar |  |  |

| 13 de marzo de 2025 | Guyana     | 1:2 | Brasil                       |                                         |                                         |
|                     | Norton 23' |     | 21' Lunardi · 55' Nascimento | Árbitro(s): Kevin George Rodwel Borrayo | Árbitro(s): Kevin George Rodwel Borrayo |

| 13 de marzo de 2025 | Guatemala   | 1:3 | Barbados                               |  |  |
|                     | González 7' |     | 7' Wharton · 40' Downey · 55' Springer |  |  |

| 15 de marzo de 2025 | Brasil          | 1:0 | Trinidad y Tobago |                                     |                                     |
|                     | H. da Silva 26' |     |                   | Árbitro(s): Shane Lewis Marisa Miro | Árbitro(s): Shane Lewis Marisa Miro |

| 15 de marzo de 2025 | Guatemala                  | 2:3 | Venezuela                   |                                             |                                             |
|                     | González 13' · Bolaños 49' |     | 6', 48' López · 29' Salazar | Árbitro(s): Kevin George Alejandra Pasillas | Árbitro(s): Kevin George Alejandra Pasillas |

| 15 de marzo de 2025 | Barbados        | 2:2 | Guyana                       |  |  |
|                     | Wharton 9', 35' |     | 24' Woodroffe · 51' Favorite |  |  |

## Fase final

### Quinto puesto
| 16 de marzo de 2025 | Guyana                        | 3:0 | Guatemala |  |  |
|                     | Favorite 9', 53' · Norton 40' |     |           |  |  |

### Tercer puesto
| 16 de marzo de 2025 | Venezuela              | 2:2 (4:3 SO) | Barbados                      |                                        |                                        |
|                     | Gómez 4' · Sanchez 60' |              | 53' Dar. Joseph · 54' Catwell | Árbitro(s): Rodwel Borrayo Marisa Miro | Árbitro(s): Rodwel Borrayo Marisa Miro |

### Final
| 16 de marzo de 2025 | Brasil      | 1:3 | Trinidad y Tobago               |  |  |
|                     | Lunardi 10' |     | 26' Siu Butt · 30', 35' Edwards |  |  |

| Bandera de Trinidad y Tobago |
| Campeón Trinidad y Tobago    |

## Posiciones
| Posición | Equipo            |
| -------- | ----------------- |
| 1        | Trinidad y Tobago |
| 2        | Brasil            |
| 3        | Venezuela         |
| 4        | Barbados          |
| 5        | Guyana            |
| 6        | Guatemala         |